# もう誰も愛さない (田中美奈子のアルバム)
『もう誰も愛さない』（もうだれもあいさない）は、田中美奈子の3枚目のアルバム。
発売当時、田中が出演していた同名のドラマとは何の関係もない。

## 解説
シングル収録曲以外は只野菜摘の作詞による。

## 収録曲
1. Tell Me Why
作詞：Morini Clara・只野菜摘　作曲：Gelmetti Laurent　編曲：西平彰
2. 眺めのいい部屋
作詞：只野菜摘　作曲：川上明彦　編曲：西脇辰弥
3. 女神の囁き
作詞：只野菜摘　作曲：川上明彦　編曲：中村哲
4. Lover Forest
作詞：只野菜摘　作曲：関根安里　編曲：西脇辰弥
5. 二人のバランス
作詞：只野菜摘　作曲：米川英之　編曲：中村哲
6. Dirty Ol' Man
作詞：Kenny Gamble・只野菜摘　作曲：Leon Huff　編曲：西平彰
7. More Than? Less Than?
作詞：只野菜摘　作曲・編曲：西脇辰弥
8. TRUTH OF DREAM
作詞：田中美奈子　作曲：須貝幸生　編曲：ESSEX
9. 左手で誘惑TONIGHT
作詞：朝野深雪　作曲：月光恵亮　編曲：ESSEX
10. 或る日
作詞：只野菜摘　作曲：川上明彦　編曲：西脇辰弥